# Шамотули
Шамотули (пољ. Szamotuły) град је у Пољској у Војводству великопољском. По подацима из 2012. године број становника у месту је био 19 001.

## Становништво
| 2012.  |
| ------ |
| 19 001 |